# Ei koskaan yksin
Ei koskaan yksin (internationaler englischsprachiger Titel Never Alone, im Deutschen auch Nie allein!) ist ein Historienfilm von Klaus Härö. Im Mittelpunkt der erzählten Geschichte stehen acht österreichisch-jüdische Flüchtlinge, die während des Zweiten Weltkriegs aus Finnland deportiert werden sollen, während sich der Geschäftsmann Abraham Stiller, ein verdientes Mitglied der jüdischen Gemeinde Helsinkis, für sie einsetzt und dies zu verhindern versucht. Der Film, eine Koproduktion von Finnland, Estland, Schweden, Deutschland und Österreich mit Ville Virtanen, Rony Herman, Naemi Latzer, Kari Hietalahti und Nina Hukkinen in den Hauptrollen, basiert auf einer Biografie von Rony Smolar über Stiller und feierte Mitte November 2024 beim Tallinn Black Nights Film Festival seine Premiere. Im Januar 2025 kam der Film in die finnischen Kinos.

## Handlung
Als sich der Schatten des Zweiten Weltkriegs über Mitteleuropa ausbreitet, fliehen viele Juden vor Hitlers Tyrannei und suchen Zuflucht in fernen Ländern. Einige finden sich in Finnland wieder, in der Hoffnung auf einen Neuanfang. Trotz Finnlands Bündnis mit Nazi-Deutschland während der ersten Kriegsjahre stehen die jüdischen Bürger Finnlands unter dem Schutz ihrer Regierung. Als Deutschland im Sommer 1942 die Auslieferung der finnischen Juden fordert, verweist Ministerpräsident Johan Wilhelm Rangell auf deren finnische Staatsbürgerschaft. Einige finnische Beamte würden der Forderung der Gestapo die Flüchtlinge alle auszuweisen jedoch nur zu gerne nachkommen.
Abraham Stiller, ein Geschäftsmann, Philanthrop und ein verdientes Mitglied der jüdischen Gemeinde in Helsinki, engagiert sich für den Schutz jüdischer Asylsuchender in Finnland. Um deren Abschiebung nach Deutschland zu verhindern, sichert er ihnen als Arbeitskräfte in seinem Textilgeschäft die Aufenthaltsgenehmigung, das er gemeinsam mit seiner nichtjüdischen Frau Vera  betreibt. Als die Flüchtlinge gewaltsam in Arbeitslager in der Nähe der deutschen Streitkräfte in Nordfinnland gebracht werden, eskaliert die Situation. Stiller bittet den neuen Chef der Staatspolizei Arno Anthoni um Hilfe.

## Produktion

### Filmstab und Filmförderung
Regie führte Klaus Härö, der auch das auf der Abraham-Stiller-Biografie Setä Stiller: Valpon ja Gestapon välissä (übersetzt ungefähr Onkel Stiller: Zwischen Valpo [finn. Staatspolizei] und Gestapo) von Rony Smolar basierende Drehbuch schrieb. Bereits der Film Die beste Mutter des finnlandschwedischen Regisseurs aus dem Jahr 2005 spielte im Zweiten Weltkrieg und wurde von Finnland als Oscar-Kandidat ausgewählt. Auch seinem Spielfilmdebüt Elina von 2002 wurde diese Ehre zuteil. Mit Filmeditor Tambet Tasuja arbeitete Härö bereits für Die Kinder des Fechters zusammen.
Der Film erhielt vom Österreichischen Filminstitut eine Produktionsförderung in Höhe von 200.000 Euro.

### Besetzung
Ville Virtanen, bekannt aus Filmen wie Priest of Evil, Eine respektable Komödie und Bessere Zeiten, spielt in der Hauptrolle Abraham Stiller und Nina Hukkinen seine Ehefrau nichtjüdische Vera. Hannu-Pekka Björkman und Carl-Kristian Rundman sind in den Rollen des damaligen finnischen Finanzministers Väinö Tanner und Innenministers Toivo Horelliist zu sehen. Kari Hietalahti spielt Arno Anthoni, den neu ernannten Chef der Staatspolizei. Der Österreicher Rony Herman spielt den Juden Georg Kollmann, seine Landsfrau Naemi Latzer und Rafael Simson Gouveia dessen im November 1942 deportierte Frau Janka und ihren Sohn Franz. Rain Tolk, einer der European Shooting Stars des Jahres 2007, spielt den ebenfalls deportierten Heinrich Huppert und Ruben Tolk dessen Sohn Kurt. Lukas Walcher ist in einer kleineren Rolle als ein deutscher Offizier zu sehen. Alexander Jagsch spielt Heinrich Müller. Jouko Puolanto ist in der Rolle des finnischen Ministerpräsidenten Johan Wilhelm Rangell zu sehen. Satu Tuuli Karhu spielt die Journalistin Elina Sana, die Stiller im Jahr 1972 für ein Buch interviewt.

### Szenenbild und Dreharbeiten

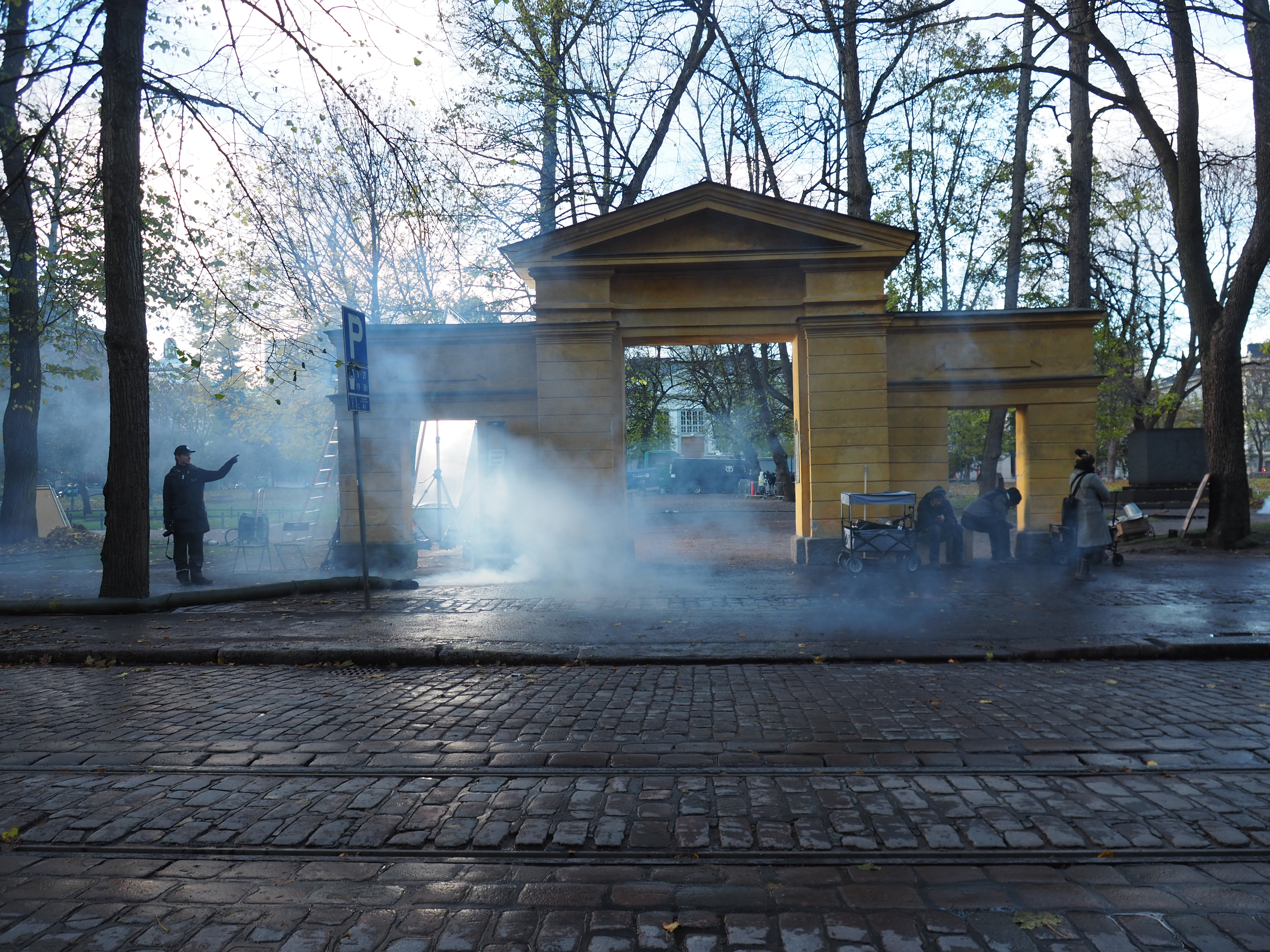
Die Dreharbeiten fanden im Herbst 2023 unter anderem in der Bulevardi in der finnischen Hauptstadt Helsinki statt, hier am Haupttor zum „Alten Kirchpark“

Das Szenenbild schuf der Este Jaagup Roomet. Die Dreharbeiten fanden von Mitte September bis Anfang November 2023 in der finnischen Hauptstadt Helsinki statt, unter anderem in der Straße Bulevardi. Weitere Innenaufnahmen entstanden in Tallinn und in einem Blackbox-Studio in Estland. Nach Angaben des Regisseurs entstanden etwa 75 Prozent des Films in Estland. Als Kameramann fungierte Robert Nordström, mit dem Härö bereits für seinen vorherigen Film My Sailor, My Love zusammenarbeitete.

### Filmmusik und Veröffentlichung
Die Filmmusik steuerte der Schwede Matti Bye bei. Das Soundtrack-Album mit 17 Musikstücken wurde Ende Januar 2025 von OONA als Download veröffentlicht.
Die Premiere des Films war am 13. November 2024 beim Tallinn Black Nights Film Festival. Am 17. Januar 2025 kam der Film in die finnischen Kinos. Ebenfalls im Januar 2025 wurde er beim Palm Springs International Film Festival vorgestellt. Ende Januar, Anfang Februar 2025 wurde der Film beim Göteborg Film Festival gezeigt und im Juni 2025 beim Internationalen Filmfest Emden-Norderney. Im Juli und August 2025 sind Vorstellungen beim Hurtigruten Scandinavian Film Festival geplant. Die Rechte für Nordamerika erwarb Menemsha.

## Rezeption

### Kritiken
Lida Bach schreibt in ihrer Kritik für moviebreak.de, Klaus Härös Film schlage ein unrühmliches Kapitel in der finnischen Landesgeschichte auf, lenke die Aufmerksamkeit dann aber auf ehrenwerte Ausnahmepersonen, darunter Abraham Stiller. In seiner politgeschichtlichen Positionierung bleibe Härös Adaption von Rony Smolars Sachbuch ähnlich vage wie das gesellschaftliche Gesamtbild. Dabei verweigere sich die handwerkliche Inszenierung der apologetischen Ausflucht, die Unterstützung Hitlers sei die einzige Alternative zur sowjetischen Besetzung gewesen. Entsättigte, kühle Farben und Schwarz-Weiß-Kontrastszenen zeichneten ein ambitioniertes Bild vergessenen Heroismus, in dem nicht nur die Gegenwartsparallelen zu blass blieben.

### Auszeichnungen
Internationales Filmfest Emden-Norderney 2025
- Auszeichnung mit dem Score Bernhard Wicki Preis in Silber (Klaus Härö)[12]

Tallinn Black Nights Film Festival 2024
- Nominierung im Baltic Film Competition[13]